# Szír boróka
A szír boróka (Juniperus drupacea a ciprusfélék családjába tartozó örökzöld, nyitvatermő fafaj.

## Előfordulása
Vadon a Peloponnészoszi-félszigettől (két termőhely a Parnasszosz, illetve a Tajgetosz környékén) Anatólia déli részén át Délnyugat-Ázsiáig az 500–1800 m (600–1500 m) magasságtartományban él, de többfelé termesztik is. Legszebb európai példányának a badacsonyörsi Folly arborétumban álló fát tekintik (Czáka, Rácz). A legnagyobb angliai példány 20 m magas (Johnson). Eredeti termőhelyein ritka: Izraelben (egy termőhely Názáret mellett) és Libanonban veszélyeztetett fajjá minősítették (IUCN).

## Megjelenése
5-20 (többnyire 10–12) m magasra növő, zárt, kúpos koronájú fa, ezzel a legnagyobb tűlevelű boróka. Hamuszürke kérge bordás, rostos. Fő hajtásai ívesen felfelé hajlanak. Vadon dúsan ágas, a termesztett változatok koronája kúpos.
Nemcsak a legnagyobb termetű, de a legnagyobb tűlevelű és a legnagyobb termésű is. 1,5–3 cm hosszú és 3 mm széles, merev tűi hármas örvökben állnak és finom hegyben végződnek. A tűlevelek alapja — más borókáktól eltérően — ráfut a zöld szárra. A szélük ép, a csúcsuk hegyes. A fényes élénkzöld tűk felső oldalán két fehér sztómacsík húzódik végig.
Porzós virágai 3–6 cm-es csomókban a hajtások végein fejlődnek ki. Az 1–2,5 cm átmérőjű, gömb alakú vagy tojásdad bogyók éretten kékek, illetve barnásan kékesfeketék; a magjuk ehető.

## Életmódja, termőhelye
A meleg, napos helyeket kedveli. Kétlaki; termést csak a beporzott növény érlel. A szabadon álló példányok idősebb korukban is földtől ágasak; árnyékos helyeken felkopaszodik. Az agyagos talajt és a levegős helyet kedveli.
Eredetei termőhelyein örökzöld vegyes erdők elegyfája (IUCN). A társulás (további) karakterfajai:
- kilíkiai jegenyefenyő (Abies cilicica)
- görög jegenyefenyő (Abies cephalonica)
- kalábriai fenyő (Pinus brutia)
- feketefenyő (Pinus nigra)
- libanoni cédrus (Cedrus libani)
- görög boróka (Juniperus excelsa)
- szagos boróka (Juniperus foetidissima)
- vörös boróka (Juniperus oxycedrus)
- karmazsintölgy (Quercus coccifera)
- magyaltölgy (Quercus ilex)
- (esetenként, alárendelten) keleti bükk (Fagus orientalis)

## Felhasználása
A mediterrán-szubmediterrán kertekbe dísznövénynek ültetik.

### Termesztett fajták
- Juniperus  .
- Juniperus  .